# 아란치니

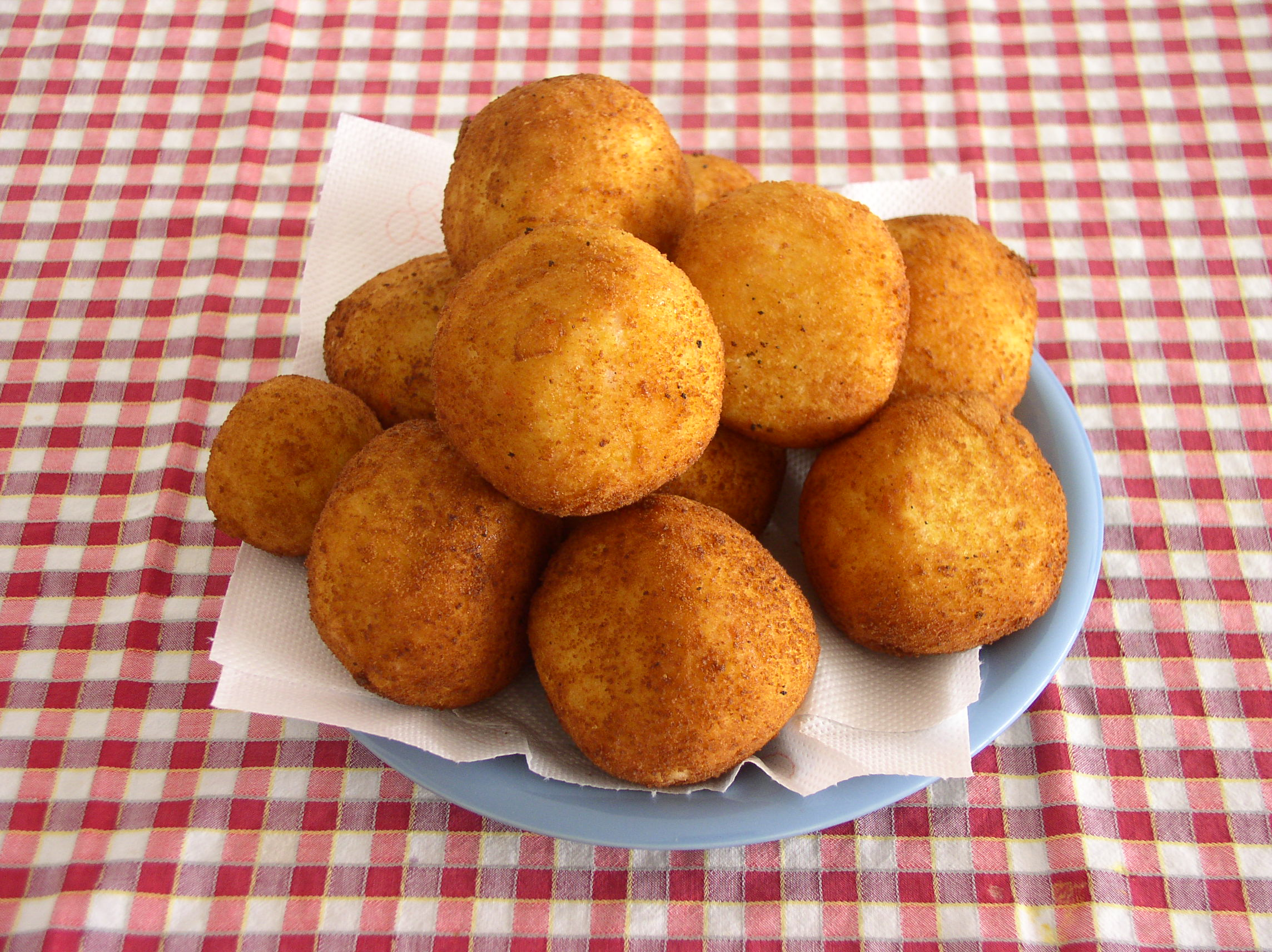
아란치니

아란치니(Arancini, arancine)는 기름에 튀긴 구운 주먹밥과 비슷한 요리로 빵가루를 겉에 묻혀서 만드는 요리로 시칠리아에서 10세기부터 시작한 것으로 파악되고 있다. 아란치니는 보통 고기 소스인 라구나 토마토 소스를 뿌리고 모차렐라 치즈를 뿌리고 완두콩을 얹어 함께 먹는다. 그 모양이나 속을 채우는 것에 있어서는 지역에 따라 그 다양한 종류가 많다. 그 모양이나 색깔이 오렌지와 많이 닮아 있어 그 뜻도 사실은 이탈리아어 arancia, arancini 즉 작은 오렌지를 의미한다. 시칠리아 일부 부분에서는 여성명사 복사형인 arancine로 부르는 것이 흔하다.
시칠리아의 식당에서는 보통 arancini con ragù라는 이름으로 메뉴판에 올라 있어 토마토 소스, 쌀, 모자렐라 치즈를 함께 조리해 먹는다. 많은 카페에서는 버터로 조리한 arancini con burro (butter)나 버섯을 쓰는 경우에는 arancini con funghi (mushrooms), con pistacchi (피스타치오), con melanzane (가지) 등도 있다.
로마식 요리에서는 supplì가 흔한 것이지만 속을 치즈로 채우는 점이 다르다. 나폴리에서는 이 요리를 palline di riso.인 요리도 있다.

## 같이 보기
- 시칠리아 요리
- 소를 넣은 음식 목록